# Versets pour les vêpres d'un confesseur non pontife
Les Versets pour les vêpres d'un confesseur non pontife sont un recueil de cinq pièces pour orgue composé par Déodat de Séverac en 1912.

## Composition
Déodat de Séverac compose ses Versets pour les vêpres d'un confesseur non pontife pour grand orgue à trois claviers en 1912. La partition, éditée par la Librairie de l'Art catholique en 1914, est dédiée à Félix Raugel, maître de chapelle à Saint-Eustache.
L'ambition de Séverac est de commenter à l'orgue les offices de l'Édition Vaticane, en donnant « à l'organiste, après exécution du plain-chant, sur un motif de la pièce elle-même, dans le même mode, un développement écrit dans l'esprit de la liturgie du jour ».

## Présentation
L'œuvre, inspirée des thèmes liturgiques correspondants, est en cinq mouvements :
1. « Domine quinque talenta » — Andantino à 
 ;
2. « Euge serve bone » — Allegretto non troppo à 
 ;
3. « Fidelis servus et prudens » — Andante à quatre temps (noté ) ;
4. « Beatus ille servus » — Andantino à quatre temps (noté ) ;
5. « Serve bone et fidelis » — Allegro assai à 
.

Pour Pierre Guillot, chaque pièce « prolonge, commente les paroles qui viennent d'être chantées en reprenant tout ou partie du cantus firmus même entendu et prétexte à une souple polyphonie ». L'organiste et musicologue loue dans la partition les « concision et dépouillement extrêmes, variété rythmique infinie, spontanéité de l'improvisation » qui la caractérisent.
Guillot souligne aussi la registration de l’œuvre, « qui privilégie les fonds de 16 et 8 pieds », et constate que « le tutti, avec les anches, [n'apparait] qu'à l'extrême fin de l'ultime verset ». Quant au troisième verset, Fidelis servus et prudens, il « reprend à l'orgue le traitement antérieur de ce même verset chanté au deuxième acte (scène 4) d'Héliogabale ». 
Pour François Sabatier, ces Versets « rejoignent ceux de d'Indy, Chausson ou Ropartz dans leur sagesse et le respect des contraintes imposées par la liturgie ».

## Discographie
- Déodat de Séverac, L'Œuvre pour orgue (intégrale des œuvres pour orgue), Pierre Guillot (orgues Cavaillé-Coll de l'Église Saint-François-de-Sales de Lyon, 1979) CD Erato / distribution Warner Music (2009[3])
- Déodat de Séverac, La lyre de l’âme (l'œuvre pour orgue et motets pour chœur et orgue), Olivier Vernet (orgue), Maîtrise de garçons de Colmar, Arlette Steyer (dir.), CD Ligia 0104244-12 / distribution Harmonia Mundi (2011-2012[3])[4]

### Ouvrages généraux
- François Sabatier, « Déodat de Séverac », dans Gilles Cantagrel (dir.), Guide de la musique d'orgue, Paris, Fayard, coll. « Les Indispensables de la musique », 1991, 840 p. (ISBN 2-213-02772-2), p. 723-724.

### Monographies
- Jean-Bernard Cahours d'Aspry, Déodat de Séverac, musicien de lumière. Sa vie, son œuvre, ses amis (1872-1921), Atlantica-Séguier, coll. « Carré Musique », 2001, 145 p. (ISBN 978-2-84049-235-1).
- Pierre Guillot, Déodat de Sévérac : musicien français, Paris, L'Harmattan, 2010, 354 p. (ISBN 978-2-296-13156-9, présentation en ligne).